# Nexus (revue)
Pour les articles homonymes, voir Nexus.
Nexus est un magazine bimestriel australien qui publie des articles faisant la promotion de pseudosciences, de médecines non conventionnelles, de théories du complot ou de révisionnisme historique notamment.
Fondé en 1986 par Ramses H. Ayana et repris en 1990 par Duncan Roads, il est ensuite édité dans diverses langues, dont le français depuis 1999.
Le magazine est accusé par différents intellectuels de pratiquer la désinformation en promouvant notamment les pseudosciences et les théories du complot ainsi que, dans sa version anglophone, l'antisémitisme et le négationnisme.

## Ligne éditoriale
La version anglophone de Nexus est décrite en 1995 par le magazine britannique New Statesman dans un article intitulé « New-Age Nazism » (« Nazisme New Age ») comme un « journal de propagande pour les idées et les théories du complot des milices américaines », passé d'un « magazine alternatif vert avec une orientation multiculturelle et libérale » à une revue d'« extrême droite » sous la direction de son rédacteur en chef actuel, Duncan Roads, qui l'internationalise et tisse des liens avec les éditions conspirationnistes et ufologiques Adventures Unlimited fondées par David Hatcher Childress (en).
Selon Stéphane François et Emmanuel Kreis, l'édition française présente un « mélange d'articles sur la santé (paramédecine), la parascience, l'écologie, la spiritualité, le conspirationnisme, la cryptohistoire et l'ufologie », traités avec un style New Age.
La rédaction française affirme « nous avons le choix soit d'entretenir le semblant de consensus qui nous conduit dans le mur, soit de sortir du cadre, de bousculer les dogmes, de dénoncer les grandes mystifications, de revisiter les concepts établis. C'est cette dernière option que Nexus retient pour participer à son échelle, à une compréhension plus vaste de notre époque et de ses enjeux. C'est pour tous ceux qui partagent cette envie d'une information libre — quitte à être inquiétante — que Nexus s'efforce de documenter au mieux ces révélations, ces découvertes, ces innovations et ces initiatives qui dérangent ».
Stéphane François nuance cela en déclarant qu'on trouve « dans les thèmes récurrents [de Nexus] une forte occurrence d'articles condamnant les « élites mondialisées » ouvertement conspirationnistes, d'autres aux thématiques ésotériques/spirituelles, d'autres enfin de contenu écologique ; le tout baignant dans une vision pessimiste du monde ».
D'après Alexandre Moatti, ingénieur, haut fonctionnaire et historien des sciences, « la rédaction traduit le titre latin, Nexus, en « entrelacs de causes et d'effets ». Son sous-titre est « Science et alternative », la revue souhaitant donner « une information négligée par les instances médiatiques clairement liées à l'élite dirigeante » ».
L'ancien directeur de publication de l'édition française, David Dennery, déclare que l'évolution de l'humanité est liée à l'intervention d'extraterrestres. Il refuse à la fois le créationnisme et l'évolutionnisme.

## Histoire
Le magazine est créé en Australie en 1986 par Ramses H. Ayana, il paraît d'abord tous les trimestres puis est repris en 1990 par Duncan Roads et passe à une parution bimestrielle. À ses débuts, Nexus est un magazine écologiste alternatif avec une orientation multiculturelle et libérale, des intérêts pour le New Age, la santé et les problèmes du tiers monde, mais après avoir eu des problèmes financiers, il est repris par Roads qui le métamorphose et en fait le magazine qu'il est aujourd'hui,.
L'édition française est une adaptation de la revue australienne du même nom apparue en mars 1999. Elle est d'abord éditée par Moan S.A.R.L., basée à Plazac, puis est rachetée en 2005 par les éditions Chantegrel de Fleurac (Dordogne), et ensuite par les éditions MGMP de Garches, en juillet 2017.
En 2006, le renouvellement de son inscription à la Commission paritaire des publications et des agences de presse (CPPAP) lui est refusé, car selon cet organisme, « il ressort des pièces versées au dossier, et notamment des numéros 37 à 43, que cette publication, en contestant dans de nombreux articles les acquis positifs de la science, mettant en doute l'innocuité des vaccins, et, partant, le principe même de la vaccination ou celui des greffes d'organes, est susceptible, si elle est lue au premier degré, d'inquiéter les esprits les plus fragiles ». Ce retrait de l'aide fait passer le taux de TVA de 2,1 % à 20 % et ne donne plus droit à des tarifs postaux préférentiels. 
En 2010, la CPPAP renouvelle l'inscription de Nexus. Depuis cette date, la direction du magazine en français dit publier « ses propres enquêtes ».

## Commentaires

### Positifs
En 1994, David Icke, ancien footballeur et présentateur d'émissions sportives reconverti dans le conspirationnisme, salue Nexus dans son ouvrage The Robots' Rebellion pour son incomparable capacité à fournir « des informations difficiles à obtenir sur les changements de la société ».
En 2001, Jonathan Eisen, le directeur néo-zélandais du magazine conspirationniste Uncensored qui publie certains de ses travaux dans Nexus, dédicace son ouvrage Suppressed Inventions (en français : Inventions supprimées) à Duncan Roads et le remercie dans la préface, en disant que « dans un monde où le bon sens est souverain, Nexus continue de publier des informations sur le développement de nouvelles technologies non polluantes et défend vaillamment la pensée indépendante, des idées provocatrices et des solutions réalisables ».

### Négatifs

#### Mélange de sujets scientifiques détournés, pseudoscientifiques et conspirationnistes
L'historien et essayiste Nicholas Goodrick-Clarke, dans son ouvrage Black Sun: Aryan Cults, Esoteric Nazism and the Politics of Identity, indique que le magazine Nexus surfe sur la vague grandissante des théories du complot apparues aux États-Unis dans les années 1990 et qui se sont vite propagées à l'Europe à la suite de l'élargissement du fossé entre le peuple et les élites, en offrant un mélange fascinant « de prophéties, d'OVNIs, de « Big Brother », de technologies supprimées de manière inexplicable, d'Histoire manipulée, et autres ». Des articles sur la cuisine macrobiotique, l'aromathérapie et le trou dans la couche d'ozone côtoient des exposés sur la fluoration de l'eau, les expériences de contrôle mental menées par la CIA et les escroqueries des groupes pharmaceutiques. Tout cela amène les lecteurs à mélanger les préoccupations pour leur santé, pour l'environnement et pour leur mode de vie avec des angoisses liées aux abus cachés et aux complots gouvernementaux.

#### Propagande anti-gouvernementale et paramilitariste
Goodrick-Clarke dit plus loin que Nexus sert de journal de propagande pour les mises en garde et les théories de conspiration du mouvement des miliciens américains. Un appel de l'avocate Linda Thompson (en) à marcher sur Washington afin de traduire en justice les membres du Congrès des États-Unis pour haute trahison est rapporté par le magazine et sa vidéo du siège de Waco, qui aurait influencé Timothy McVeigh, le responsable de l'attentat d'Oklahoma City, est distribuée par Nexus en Europe. En juin 1994, le magazine publie une analyse approfondie du film et conclut par ce message prophétique : « Un très grand mouvement souterrain est en train de se construire aux États-Unis. Chaque nuit, quelque part en Amérique, quelqu'un présente cette vidéo à une poignée d'amis. Personne n'y reste insensible. Elle est contagieuse, alors prenez garde ! ».

#### Création d'un sentiment de rejet face aux programmes d'aide gouvernementaux
Nexus publie également un article sur l'Agence fédérale des situations d'urgence (Federal Emergency Management Agency, FEMA) par Linda Thompson, où elle affirme que malgré les procédures de grande envergure prévues en cas de situations graves, seulement 6 % du budget est consacré à la gestion des urgences et que la majeure partie du financement est utilisé pour construire des installations gouvernementales souterraines secrètes et de nouveaux centres de détention. Elle énumère quatorze ordres exécutifs autorisant la FEMA à prendre en charge tous les aspects de la vie civile une fois la Constitution suspendue, créant chez le lecteur un sentiment que les autorités le négligent et veulent contrôler ses faits et gestes.

#### Négationnisme et antisémitisme
En 1997, le Stephen Roth Institute (en) classe le site web international de Nexus comme l'un des « principaux sites qui hébergent ou promeuvent activement l'antisémitisme ».
Selon Goodrick-Clarke, le représentant britannique du magazine Nexus croit en la véracité des Protocoles des Sages de Sion (une contrefaçon qui se présente comme un plan de conquête du monde établi par les juifs et les francs-maçons), admire l'écrivain négationniste David Irving, et nie l'existence des chambres à gaz d'Auschwitz,.
Emmanuel Kreis et Stéphane François mentionnent que dans le deuxième numéro de la revue française de mai-juin 1999, la suite de l'article sur les banques centrales reprend certains éléments du Livre Jaune no 5 — où s'entrecroisent le New Age, l'ufologie nazie, le conspirationnisme antijudéo-maçonnique et le mysticisme nazi — de l'auteur conspirationniste et ésotériste Jan van Helsing et que cet ouvrage sert notamment de sources à d'autres articles de ce numéro.
Alexandre Moatti, en parlant en 2013 de l'édition française, note que « les thèmes classiques de la théorie historique du complot sont présents dans Nexus : les nazis mis au pouvoir par Prescott Bush et les banques américaines, le conspirationnisme du 11 septembre. Le géopoliticien souverainiste Aymeric Chauprade (né en 1969) estime dans Nexus que le 11 septembre est un complot israélo-américain et que le Hamas a été installé par le Mossad pour affaiblir l'Organisation de libération de la Palestine. D'ailleurs les deux arguments se renforcent l'un l'autre : « Si Israël a joué la carte du Hamas, pourquoi n'aurait-il pas joué la carte de Al-Qaïda [pour le 11 septembre] ? » ».
Dans l'éditorial du numéro de janvier-février 2016 de Nexus, David Dennery s'oppose énergiquement aux accusations d'antisémitisme contre l'édition française, rappelant par ailleurs ses propres origines juives.

#### Promotion de la pseudoscience
Selon l'Association française pour l'information scientifique (AFIS), Nexus est un « magazine de désinformation et d'apologie sectaire » et « cette revue est en effet spécialisée dans tout ce qui est guerre contre la science, de la physique à la biologie en passant par les pratiques médicales. Elle souscrit à toutes les thèses les plus folles pourvu qu'elles soient contestataires et sectaires, voit des complots partout, mais se targue d'esprit libre ».
L'archéologue Jean-Loïc Le Quellec indique, en 2011, que l'édition française de Nexus, dans son numéro de mai-juin 2010, fait l'éloge de « l'archéologie psychique », « autrement dit de l'emploi de la voyance en archéologie, en rhabillant la chose à l'aide d'une dénomination plus convenable : « archéologie intuitive » », méthode américaine qui a fait l'objet d'une réfutation en règle par Marshal McKusick dans le Journal of Field Archaeology dès 1982, ce que méconnait — ou omet de signaler — l'auteur de Nexus, et qu'« en publiant ainsi des textes très superficiels et en ignorant souverainement l'avis des spécialistes, les revues de ce genre ne peuvent aucunement prétendre à divulguer une « information scientifique » ».
Alexandre Moatti affirme en 2013, concernant l'édition française, qu'« en médecine, la revue propose aussi une « alternative santé » […] : elle s'oppose à la vaccination, qu'elle considère comme faisant partie du complot ; quant au cancer, ce pourrait être un simple champignon, à traiter au bicarbonate de soude. La diffusion par Nexus de ce genre d'idées lui a fait perdre l'agrément paritaire de la presse (avec taux réduit de TVA et de frais postaux y afférant) ». Pour lui, « la principale caractéristique de Nexus, qui semble être sa raison d'être, est l'explication exogène de l'humanité […]. La théorie de Darwin est une plaisanterie, mais sans doute moins que ne l'est la « fable de la Création ». Il s'agit de discréditer aussi bien la théorie scientifique explicative (Darwin) que la théorie alternative des croyants (la Création), ce au profit d'une explication exogène de l'humanité — la vie sur Terre a été amenée par des extraterrestres — ».

### Sources bibliographiques
- Alain Bernard, « « Nexus », une revue hors-normes », Sud Ouest,‎ 10 mai 2011 (ISSN 1760-6454, lire en ligne)
- Agnès Lenoire, « La revue Nexus porte atteinte à la santé publique », Science et pseudo-sciences, no 275,‎ décembre 2006 (ISSN 0982-4022, lire en ligne)
- Yann Kindo et Philippe Le Vigouroux, « L'archéologie romantique, une pseudo-archéologie. Entretien avec Jean-Loïc Le Quellec », Science et pseudo-sciences, no 294,‎ janvier 2011 (ISSN 0982-4022, lire en ligne)
- (en) Nicholas Goodrick-Clarke, Black Sun : Aryan Cults, Esoteric Nazism and the Politics of Identity, New York University Press, 2003, 371 p. (ISBN 0814731554 et 9780814731550, présentation en ligne, lire en ligne)
- Nicholas Goodrick-Clarke, Soleil noir : Cultes aryens, nazisme ésotérique et politiques de l'identité, Camion Blanc, coll. « Camion Noir », 2007, 507 p. (ISBN 2357793538 et 9782357793538, présentation en ligne, lire en ligne).
- (en) Jonathan Eisen, Suppressed Inventions, Perigee Books, 2001, 560 p. (ISBN 0399527354 et 9780399527357, présentation en ligne, lire en ligne).
- (en) Matthew Kalman (en) et John Murray, « New-age Nazism », New Statesman, vol. 8, no 358,‎ 23 juin 1995, p. 18 (ISSN 0954-2361).
- Alexandre Moatti, Alterscience : Postures, dogmes, idéologies, Odile Jacob, 2013, 336 p. (ISBN 2738177794 et 9782738177797, présentation en ligne, lire en ligne).
- (en) Jeffrey Kaplan et Tore Bjørgo (en), Nation and Race : The Developing Euro-American Racist Subculture, UPNE (en), 1998, 273 p. (ISBN 1555533329 et 9781555533328, présentation en ligne, lire en ligne)

#### Articles deNexuscités
- Édition en anglais :
  - (en) Samuel L. Blumenfeld, « Waco... the untold story », Nexus, no 20,‎ juin-juillet 1994
  - (en) Linda Thompson, « F.E.M.A. », Nexus, no 18,‎ février-mars 1994
- Édition en français :
  - Aymeric Chauprade, « Nous sommes entrainés dans un choc des civilisations », Nexus, no 62,‎ mai-juin 2009.
  - David Dennery, « Éditorial », Nexus, no 102,‎ janvier-février 2016 (ISSN 1298-633X, lire en ligne)